# (267) Tirsa
(267) Tirsa, en español Tirsa, es un asteroide perteneciente al cinturón de asteroides descubierto el 27 de mayo de 1887 por Auguste Honoré Charlois desde el observatorio de Niza, Francia.
Está nombrado por Tirsa, un personaje de la Biblia.